# 1904年セントルイスオリンピックのイギリス選手団
1904年セントルイスオリンピックのイギリス選手団（1904ねんセントルイスオリンピックのイギリスせんしゅだん）は、1904年7月1日から11月23日にかけてアメリカ合衆国のミズーリ州セントルイスで開催された1904年セントルイスオリンピックのイギリス選手団、およびその競技結果。

## 概要
今大会は金メダル1個、銀メダル1個の合計2個のメダルを獲得した。

## メダル
| メダル | 選手名           | 競技 | 種目          |
| ------ | ---------------- | ---- | ------------- |
| 金     | トム・カイリー   | 陸上 | 男子十種競技  |
| 銀     | ジョン・デーリー | 陸上 | 男子2590m障害 |